# Haakon Shetelig
Haakon Shetelig (født 25. juni 1877 i Kristiania, død 22. juli 1955) var en norsk arkæolog.
Shetelig blev student 1895, studerede 1895—99 arkæologi under Oluf Rygh og blev Dr. phil. 1907. I 1901 blev han konservator ved Bergens Museum, 1915 professor. Han har foretaget hyppige rejser i udlandet i studieøjemed og har udført en række større udgravninger i Norge. 
Af hans omfangsrige produktion, som hovedsagelig findes i tidsskrifter (navnlig i "Bergens Museums Aarbog"), kan nævnes hans doktorafhandling The Cruciform Brooches of Norway ("Bergens Museums Aarbog", 1906), Spandformede lerkar fra folkevandringstiden (årsberetning Foreningen til norske Fortidsmindesmærkers Bevaring 1904), Ship Burials i "Saga-Book of the Viking Club" (1906), Vestlandets ældste kulturhistorie, en fører til Bergens Museums oldsamling (1909) samt Primitive tider i Norge (1922), en fremstilling af landets ældste kulturformer. 
Siden 1910 var han sammen med Harry Fett redaktør af tidsskriftet "Kunst og Kultur" og er en af redaktørerne af det af staten udgivne værk Osebergfundet. Shetelig udgav videre Primitive tider i Norge (1922), hvori han for et bredere publikum fremlægger resultaterne af de senere års forskning i norsk stenalder, Norges forhistorie (1925), hvor særlig modsætningsforholdet mellem norsk og fremmed kultur betones, og Old og heltetid (1928), der indeholder en del, til dels før trykte afhandlinger.